# Селекция фаленопсисов

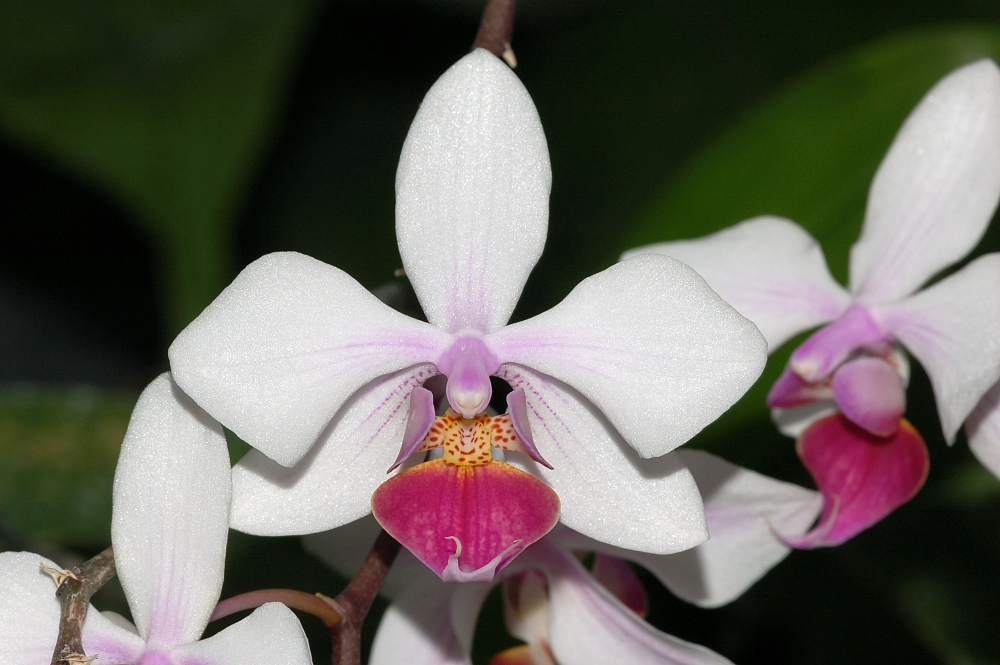
Цветок первого искусственного гибрида фаленопсиса — Phalaenopsis ×intermedia

Сегодня производство и выращивание орхидей является крупным международным бизнесом. По данным Министерства сельского хозяйства США в 2000 году общая сумма оптовых продаж орхидей составила около 100 000 000 $, из них на фаленопсисы приходится около 75 %.
Селекция фаленопсисов развивается в двух направлениях: для срезки и для горшечной культуры. Для срезки создаются растения с крепким, высоким (не менее 70—100 см) соцветием и долго не увядающими цветками правильной формы и ровной окраски. Как правило, растения этой группы могут поочередно развивать до трех цветоносов в год. Для горшечной культуры работа селекционеров направлена на создание грексов с цветками оригинальной, часто вычурной окраски. Особое внимание придают наличию приятного аромата.

## История

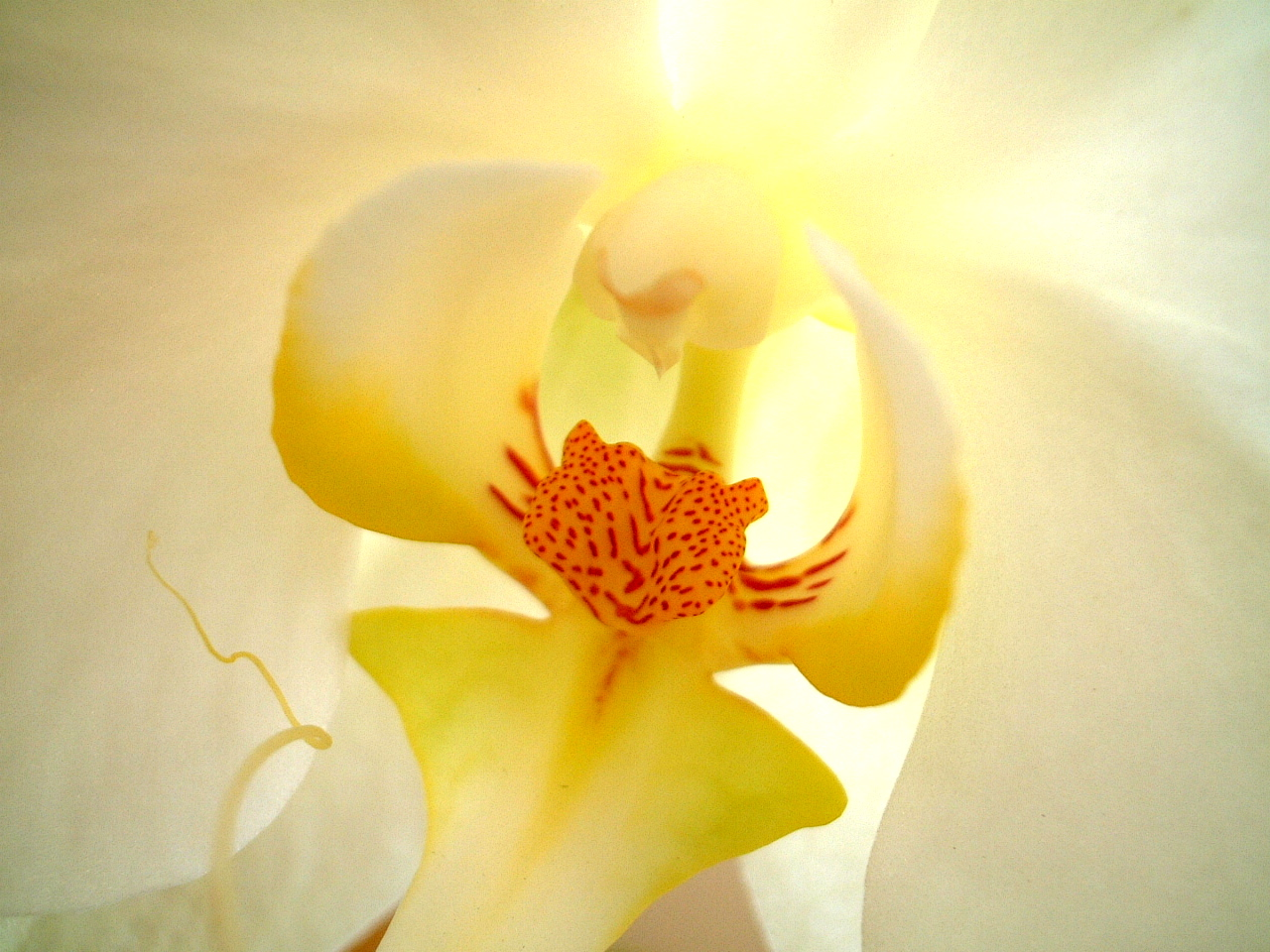
Цветок фаленопсиса

Первый гибридный фаленопсис в результате искусственного скрещивания Phalaenopsis aphrodite и Phalaenopsis equestris был получен Джоном Седеном в 1875 году на фирме «Вейч и сыновья». Зацвёл он только в 1886 году. К 1900 году было создано ещё 13 первичных гибридов.
Первым важным шагом вперед в селекции крупноцветковых фаленопсисов был сделан в 1920 году доктором Jean Gratiot из Франции, когда он зарегистрировал Phal. Gilles Gratiot. Этот гибрид имел крайне плотную фактуру цветка. Следующий важный шаг — создание в 1927 году Phal. Elisabethae, сочетающего в себе плотную фактуру, более крупные размеры и эстетичность формы цветка.
Благодаря ауткроссингу Phal. aphrodite Duke Farms получил и в 1940 году зарегистрировал удачный грекс Phal. Doris. Этот гибрид отличался длинными многоцветковыми цветоносами и чисто белыми, плотными и огромными цветами уплощённой формы.
Между 1930 и 1950 годами основу коммерческих гибридов составляли грексы с белыми цветками. Одной из причин их преобладания было отсутствие качественных гибридов с цветками другой окраски. Качественные грексы с розовыми цветками были созданы только в 1950-х годах. Основой для получения растений с розовыми цветками послужили естественные формы Phalaenopsis amabilis c цветками, имеющими розовый оттенок на отдельных частях цветка и Phal. Doris. В результате инбридинга и искусственного отбора были получены растения с розовыми цветками. Розовые формы с генами Phal. amabilis и в меньшей степени Phal. aphrodite были затем использованы в селекции с Phal. schilleriana, Phal. schilleriana и Phal. sanderiana для создания качественных гибридов.
В 1960-е годы потребительские предпочтения изменились и селекционеры начали уделять большее внимание горшечным растениям. Наметилось направление по созданию миниатюрных грексов. В качестве одного из родителей стал активно использоваться Phal. equestris. Первым удачным гибридом в этой линии разведения был Phal. Cassandra (Phal. equestris × Phal. stuartiana), созданный в 1899 году. Этот грекс многократно использовался в скрещиваниях, но удачный результат был получен только в 1978 году с появлением Phal. Be Glad (Phal. Cassandra × Phal. Swiss Miss) и триплоида Phal. Be Tris (Phal. Be Glad × Phal. equestris).
В 1970-х годах была разработана методика на основе использования колхицина для создания полиплоидных фаленопсисов, после чего в селекции вместо диплоидной формы Phal. equestris начинает использоваться тетраплоидный клон Phal. equestris ‘Riverbend’.
В последние десятилетия селекционеры много работают над получением полиплоидных грексов и клонов.
Полиплоидные фаленопсисы отличаются более крупными размерами цветков и большим количеством цветков на цветоносе. Работы в этом направлении затруднены проявлениями стерильности гибридов.
- Триплоиды: Perfection Is, Brother Sandra, Jenco Ruby Princess, Sogo Grape, Talung’s Red Fire, Brother Fancy Free, Sogo Cock, Sogo Redbird, Brother Pico Mary, Brother Love Song, Brother Ruby, Pago Pago, Penang, Stone Hot, Sweet Memory, Orchid World, Sogo Rose, Sogo Pony и другие.
- Татраплоиды: Paifang’s Queen ‘Brother’, Taipei Gold ‘Gold Star’, Auckland Buddha, Paifang’s Auckland, Brother Yew ‘La Flora’, Fortune Buddha ‘Tinny’, Brother Pirate King, Brother Fancy, Super Stupid, Brother Sally Taylor, Strawberry Wine, Chingruey’s Sika Deer, Ching Her Goddess, Chingruey’s Goddess, Chingruey’s Blood Red Sun, Black Rose, Golden Sun, Brother Jungle Cat, Sara Lee ‘Eye Dee’, Dou-dii Golden Princess, Golden Peoker, Salu Sun, Salu Peoker, Sogo Champion, Brother Peacock, Brother Precious Stones, Brother Passion, Brother Purple, Salu Spot, Liu Tuen-Shen, Golden Amboin, Goldiana, Golden Bells, Brother Spots Way, Queen Spot, Brother Glamour, Brother Delight, Brother Utopia, Brother Kaiser, Sentra, Chimei Buddha, Sogo Yew, Brother Supersonic и другие.
- Анэуплоиды: Yuda Sun, Cordova, Golden Buddha (некоторые клоны тетраплоидны), Spirit House, Red Hot Imp, Cadiz Rock (некоторые клоны тетраплоидны), Leucadia Lava Flow, Summer Wine, Sogo Pony, Ambobuddha, Red Buddha, Rose Gold (некоторые клоны тетраплоидны), Franz Liszt, Mahalo, Ember, Red Thrill, Abed-nego, Rebel и другие[4].

## Грексы, активно используемые в селекционной работе

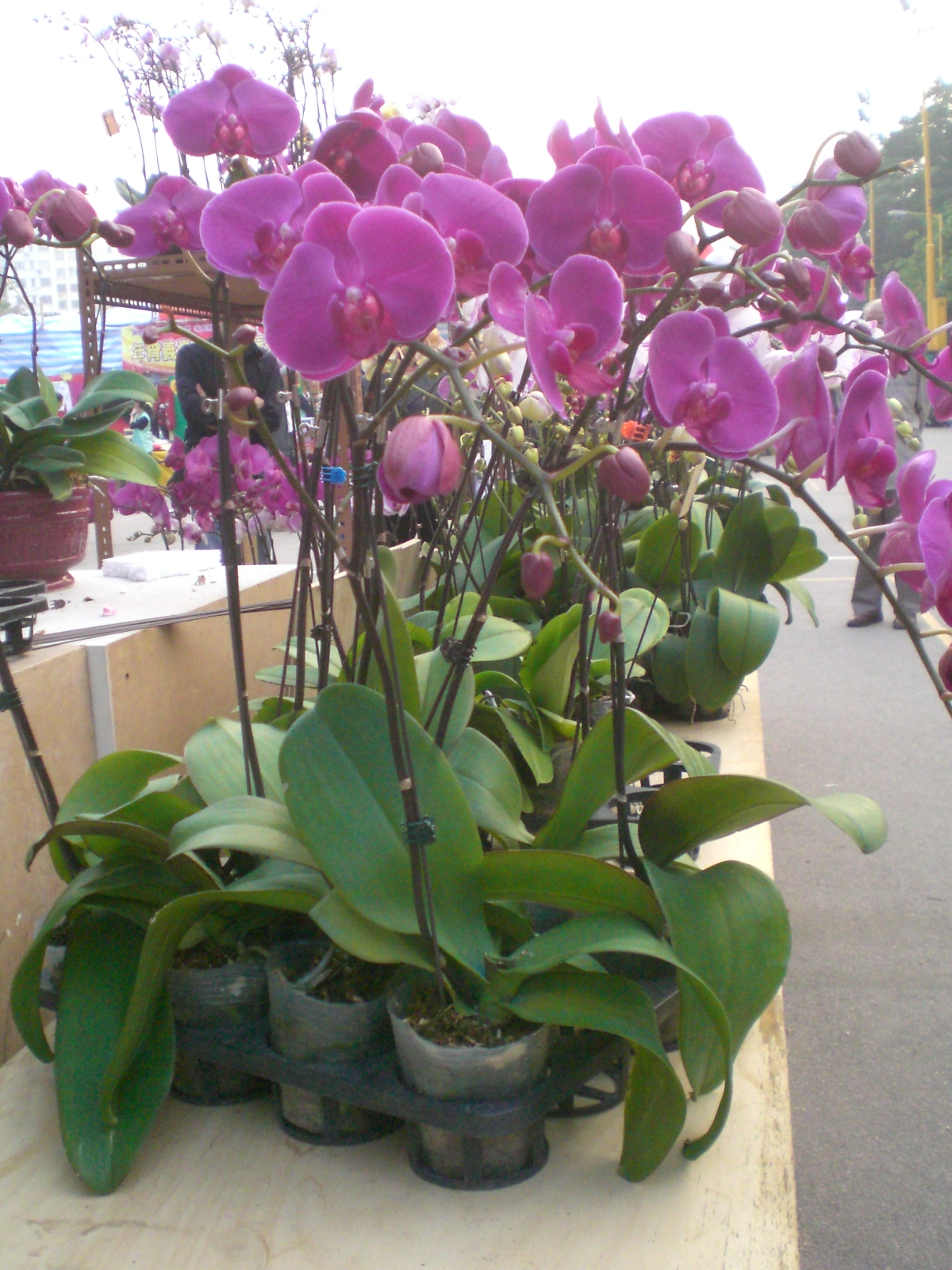
Производство гибридов фаленопсисов является одним из наиболее значимых направлений промышленного цветоводства.

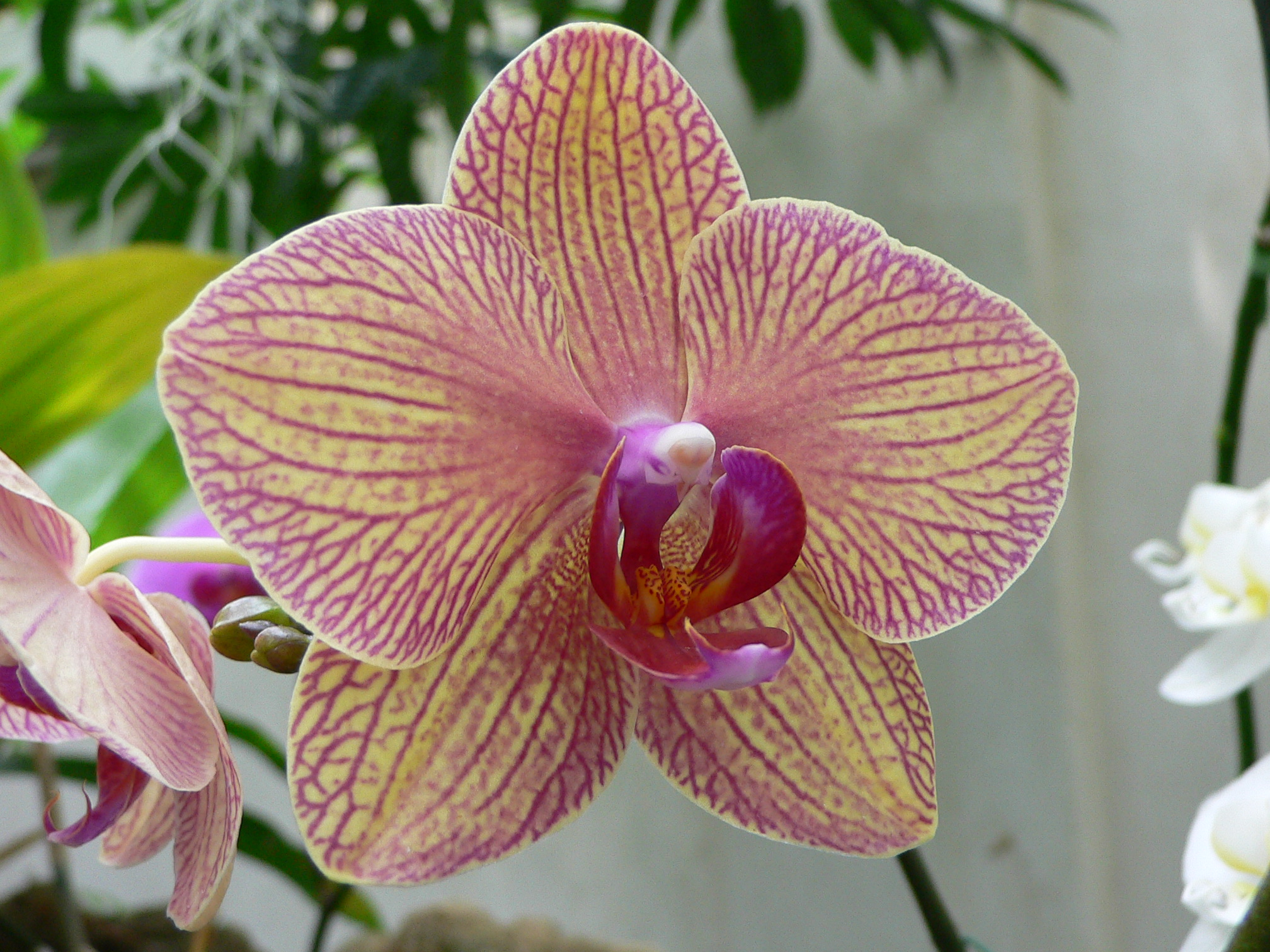

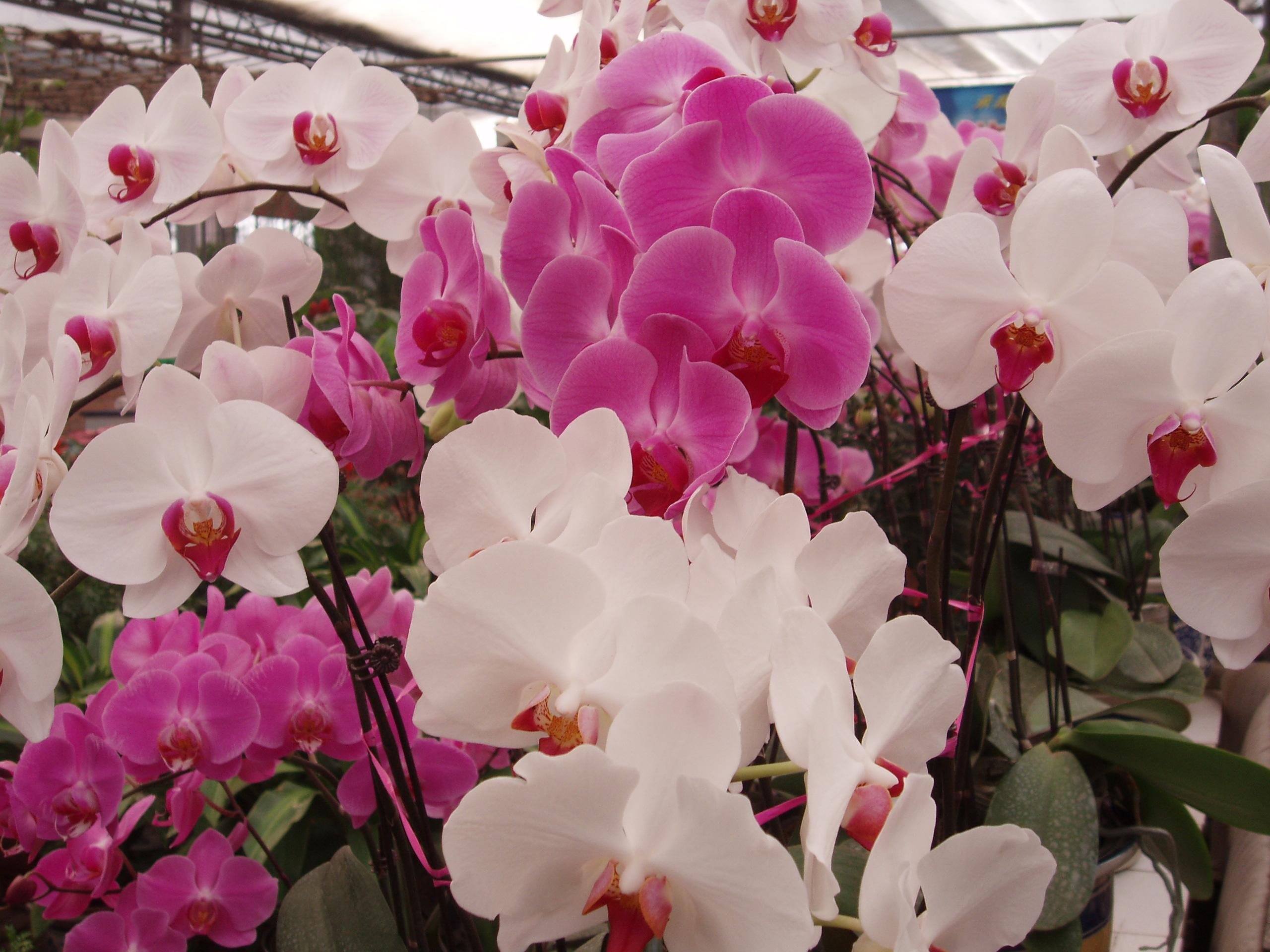

- Phalaenopsis Bamboo Baby
- Phalaenopsis Barbara Moler
- Phalaenopsis Chiali Stripe
- Phalaenopsis Diamond Head
- Phalaenopsis Doris
- Phalaenopsis Elisabethae
- Phalaenopsis Fenton Davis Avant
- Phalaenopsis Grace Palm
- Phalaenopsis Hawaii
- Phalaenopsis Hwafeng Redjewel
- Phalaenopsis Karen
- Phalaenopsis La Canada
- Phalaenopsis Lively Suzan
- Phalaenopsis Louise Georgianna
- Phalaenopsis Marmouset
- Phalaenopsis New Era
- Phalaenopsis New Hope
- Phalaenopsis Percy Porter
- Phalaenopsis Perle Blanche
- Phalaenopsis Perfection Is
- Phalaenopsis Pink Sunset
- Phalaenopsis Pinocchio
- Phalaenopsis Psyche
- Phalaenopsis Pua Kea
- Phalaenopsis Reve Rose
- Phalaenopsis Roselle
- Phalaenopsis Rosy Charm
- Phalaenopsis Sally Lowrey
- Phalaenopsis Sogo Chabstic
- Phalaenopsis Sogo Lawrence
- Phalaenopsis Springtime
- Phalaenopsis Suwanee
- Phalaenopsis Talin Lion
- Phalaenopsis Taida Salu
- Phalaenopsis Taisuco Pixie
- Phalaenopsis Venustus